# Marcella Biondi
Marcella Biondi (3 giugno 1970) è un'ex sciatrice alpina italiana.

## Biografia
Gigantista pura originaria di Courmayeur, fece parte dal 1988 al 1996 della nazionale femminile di sci alpino, disputando anche i Mondiali di Saalbach-Hinterglemm 1991 dove si classificò 21ª. Ottenne il primo risultato di rilievo in Coppa del Mondo il 21 marzo 1992 a Crans-Montana (26ª) e in quella stessa stagione 1991-1992 in Coppa Europa vinse la classifica di specialità. Il 15 marzo 1993 ottenne a Hafjell il miglior piazzamento in Coppa del Mondo (24ª) e il 16 febbraio 1995 conquistò a Vysoké Tatry l'ultimo podio in Coppa Europa (3ª dietro a Ingeborg Helen Marken e Karin Köllerer). Prese per l'ultima volta il via in Coppa del Mondo il 25 febbraio 1995 a Maribor (28ª) e si ritirò al termine della stagione 1997-1998; la sua ultima gara fu lo slalom speciale dei Campionati statunitensi 1998, disputato il 25 marzo a Jackson e non completato dalla Biondi. Non prese parte a rassegne olimpiche.

## Palmarès

### Coppa del Mondo
- Miglior piazzamento in classifica generale: 107ª nel 1993

### Coppa Europa
- Miglior piazzamento in classifica generale: 4ª nel 1992
- Vincitrice della classifica di slalom gigante nel 1992
- 1 podio (dati dalla stagione 1994-1995):
  - 1 terzo posto

### Campionati italiani
- 2 medaglie[1][2][3][4][5]:
  - 1 argento (slalom gigante nel 1991)
  - 1 bronzo (combinata nel 1993)